# Sergueï Krylov
Sergueï Borissovitch Krylov (13 janvier 1888 – 24 novembre 1958) est un diplomate soviétique et l'un des auteurs de la Charte des Nations unies. Il est juge à la Cour internationale de Justice depuis sa création en 1946 jusqu'en 1952. Il enseigne à l'Institut d'État des relations internationales de Moscou. Il est un éminent spécialiste soviétique du droit international,,. Il conseille le gouvernement de l’Union soviétique lors des négociations qui conduisent à la création des Nations unies.

## Biographie
En 1910, il obtient un diplôme en droit de l'université de Saint-Pétersbourg. Il sert brièvement pendant la Première Guerre mondiale. En 1917, il rejoint la faculté de l'Institut de construction et de droit soviétiques à Leningrad. En 1938, il soutient une thèse de doctorat en droit. En 1942, il s'installe à Moscou où il enseigne le droit international à l'Académie des sciences sociales du Parti communiste et à l'École supérieure de diplomatie. En 1943, il devient professeur titulaire de la chaire de droit international à l'Institut des relations internationales du ministère des Affaires étrangères.
Il joue un rôle important dans la création du premier volume de l' Annuaire soviétique de droit international. Il joue un rôle important dans l'entrée de l'Union soviétique à la Cour internationale de justice et dans d'autres organisations liées au droit international.
Krylov est le premier juge soviétique à siéger dans un tribunal international, à enseigner à l'Académie de droit international de La Haye et à être élu à l'Institut de droit international.